# Tobosí
Tobosí är en ort i Costa Rica.   Den ligger i provinsen Cartago, i den centrala delen av landet, 15 km sydost om huvudstaden San José. Tobosí ligger 1 409 meter över havet och antalet invånare är 4 060.
Terrängen runt Tobosí är kuperad. Runt Tobosí är det ganska tätbefolkat, med 166 invånare per kvadratkilometer. Närmaste större samhälle är San José, 15,1 km nordväst om Tobosí. I omgivningarna runt Tobosí växer i huvudsak städsegrön lövskog.